# Гонто-Бирон, Шарль де
Шарль де Гонто́, герцог де Биро́н (фр. Charles de Gontaut, duc de Biron; 1562—1602) — французский генерал (1589), адмирал (1592), маршал (1594), герцог и пэр Франции (1598), главный маршал Франции (первый носитель этого звания). Из всех военачальников он был особо приближен к Генриху IV, но предал своего покровителя и за это был казнён.

## Биография
Сын маршала Армана де Гонто-Бирона родился в 1562 году в деревушке Сен-Бланкар, а вырос в Бироне, что в Перигоре, в фамильном замке Гонто-Биронов. С четырнадцати лет — полковник швейцарской гвардии. В войнах с Католической лигой выступал на стороне Генриха Наваррского. Отличился в битвах при Арке, Иври, Омале и осаде Парижа. В 1596 году он был направлен на борьбу с испанцами во Фландрии, Пикардии и Артуа.
В 1598 году Бирон был назначен Генрихом IV послом в Испанских Нидерландах и там вступил в сговор с французскими антиреформатами против короля. За предательство Бирону были обещаны награды и рука савойской принцессы. По договору, заключённому Бироном с герцогом Савойским и миланским губернатором графом Фуэнтесом в 1599 году, они должны были выступить с оружием против Генриха IV.
По возвращении на родину Бирон руководил французской экспедицией против герцога Савойского (1599—1600) и захватил почти все стратегические пункты Савойи. Герцог Савойский был вынужден подписать Лионский договор (1601), обязавший его уступить Бюже, Бресс, Жекс и Вальроме в обмен на маркграфство Салуццо.
В 1602 году брат королевской фаворитки Генриетты д’Антраг, герцог Ангулемский, вступил в сговор с Бироном. Предполагалось при поддержке Испании устранить Генриха IV и его наследников, провозгласив королём сына Генриетты д’Антраг.
Связи Бирона с испанцами были раскрыты благодаря одному из второстепенных участников заговора. Бирон был вызван в Фонтенбло для беседы с королём, но ни в чём не признался. Был арестован, как только расстался с королём. Предстал перед парижским парламентом, обвинён в государственной измене и приговорён к смертной казни. Обезглавлен 31 июля 1602 года во дворе Бастилии.

## В культуре
Бирон стал главным героем пьесы Джорджа Чапмена «Заговор и трагедия Шарля, герцога Бирона» (1608).